# Tridentella tanimbar
Tridentella tanimbar là một loài chân đều trong họ Tridentellidae. Loài này được Bruce miêu tả khoa học năm 2008.